# Madre (Arca)
Madre è il quarto EP della musicista venezuelana Arca, pubblicato il 22 gennaio 2021 dalla XL Recordings.

## Descrizione
Madre viene pubblicato da Arca nove anni dopo il suo ultimo EP del 2012, Stretch 2. Insieme al brano principale Madre, eseguito con Oliver Coates al violoncello, sono comprese altre tre varianti: una senza l'accompagnamento di Coates, Madreviolo, un'altra a cappella, Madre Acapella, e infine una strumentale, Violo.
Nel testo della canzone, Arca narra di un rapporto conflittuale con la madre, in cui insieme alle «minacce di coltello» e i «combattimenti animali» c'è l'ammirazione per gli «enormi valori» della donna. Sebbene la distanza sia stata l'unica soluzione possibile, il «cordone ombelicale» non è mai stato tagliato, e la cantante si rivolge alla madre affermando di perdonarla e di sentirsi diventare come lei.
Arca ha affermato sulla propria opera:
Lo stesso giorno del rilascio, è stato pubblicato sul canale Vevo-YouTube della musicista il video musicale per il primo brano dell'EP, Madre (feat. Oliver Coates), diretto da Aron Sanchez.

## Tracce
Testi e musiche di Alejandra Ghersi.
1. Madre (feat. Oliver Coates) – 9:01
2. Madreviolo – 7:09
3. Madre Acapella – 8:53
4. Violo – 7:07

Durata totale: 32:10